# 亀の井
亀の井（かめのい）は、愛知県名古屋市名東区の地名。現行行政地名は亀の井一丁目から亀の井三丁目。住居表示未実施。

## 地理
名古屋市名東区西部に位置する。西は名東本町・千種区、南は高間町・名東本通、北は一社一丁目・一社二丁目・一社四丁目に接する。

## 歴史
江戸期に愛知郡下社村・高針村の一部であった地域に該当する。

### 町名の由来
猪高町大字一社の小字名「瓶ノ井」の「瓶」の字を「亀」と改めて命名されたものである。かつて当地には二つの溜め池があり、そのうちの上池から流出する水路を「上ノ井」と称していたことによるという。

### 行政区画の変遷
- 1974年（昭和49年）11月15日 - 千種区猪高町大字高針の一部により同区亀の井一丁目が、同区猪高町大字高針および同大字一社の各一部により同区亀の井二丁目が、同大字一社の一部により同区亀の井三丁目がそれぞれ成立する[1]。瓶ノ井土地区画整理組合の換地処分による[4]。
- 1975年（昭和50年）2月1日 - 名東区編入に伴い、同区亀の井一丁目から同三丁目となる[1]。
- 1976年（昭和51年）10月3日 - 名東区猪高町大字一社の一部を一丁目から三丁目にそれぞれ編入する[1]。西一社土地区画整理組合の換地処分による[4]。
- 1980年（昭和55年）10月26日 - 名東区猪高町大字高針の一部を一丁目に編入する[1]。前山土地区画整理組合の換地処分による[4]。
- 1986年（昭和61年）8月31日 - 名東区猪高町大字一社の一部を三丁目に編入する[1]。東一社土地区画整理組合の換地処分による[4]。

## 世帯数と人口
2019年（平成31年）4月1日現在の世帯数と人口は以下の通りである。
| 丁目         | 世帯数    | 人口    |
| ------------ | --------- | ------- |
| 亀の井一丁目 | 1,246世帯 | 2,812人 |
| 亀の井二丁目 | 933世帯   | 2,369人 |
| 亀の井三丁目 | 674世帯   | 1,631人 |
| 計           | 2,853世帯 | 6,812人 |

### 人口の変遷
国勢調査による人口の推移
| 2000年（平成12年） | 6,090人 | [ WEB 6 ] |  |
| 2005年（平成17年） | 6,308人 | [ WEB 7 ] |  |
| 2010年（平成22年） | 6,355人 | [ WEB 8 ] |  |
| 2015年（平成27年） | 6,628人 | [ WEB 9 ] |  |

## 学区
市立小・中学校に通う場合、学校等は以下の通りとなる。また、公立高等学校に通う場合の学区は以下の通りとなる。なお、小・中学校は学校選択制度を導入しておらず、番毎で各学校に指定されている。
| 丁目         | 小学校                                    | 中学校                                      | 高等学校 |
| ------------ | ----------------------------------------- | ------------------------------------------- | -------- |
| 亀の井一丁目 | 名古屋市立名東小学校                      | 名古屋市立神丘中学校                        | 尾張学区 |
| 亀の井二丁目 | 名古屋市立名東小学校                      | 名古屋市立神丘中学校                        | 尾張学区 |
| 亀の井三丁目 | 名古屋市立名東小学校 名古屋市立貴船小学校 | 名古屋市立神丘中学校 名古屋市立高針台中学校 | 尾張学区 |

## 交通
- 国道302号（名古屋環状2号線）[2]

## 施設
- 法妙寺[2]
- 国際協力事業団名古屋国際研修センター[2]
- 名東福祉会館[2]
- 名東児童館[2]
- 名東小学校[2]
- 大廻間第四公園[2]
- 越前公園[2]
- 一社公園[2]
- 西一社第二団地[3]
- 亀の井保育園

亀の井二丁目。1976年（昭和51年）6月14日開園。

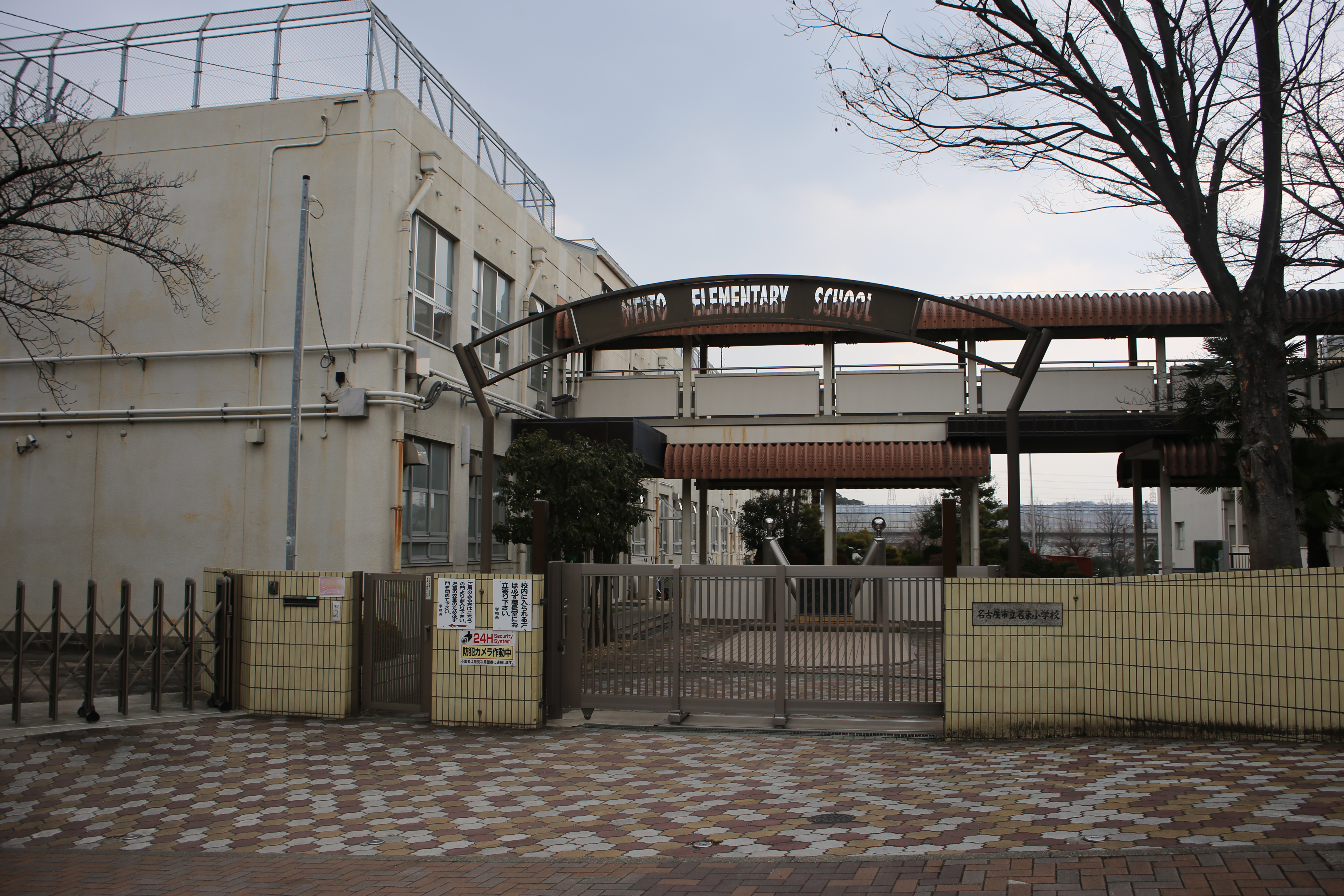
名古屋市立名東小学校
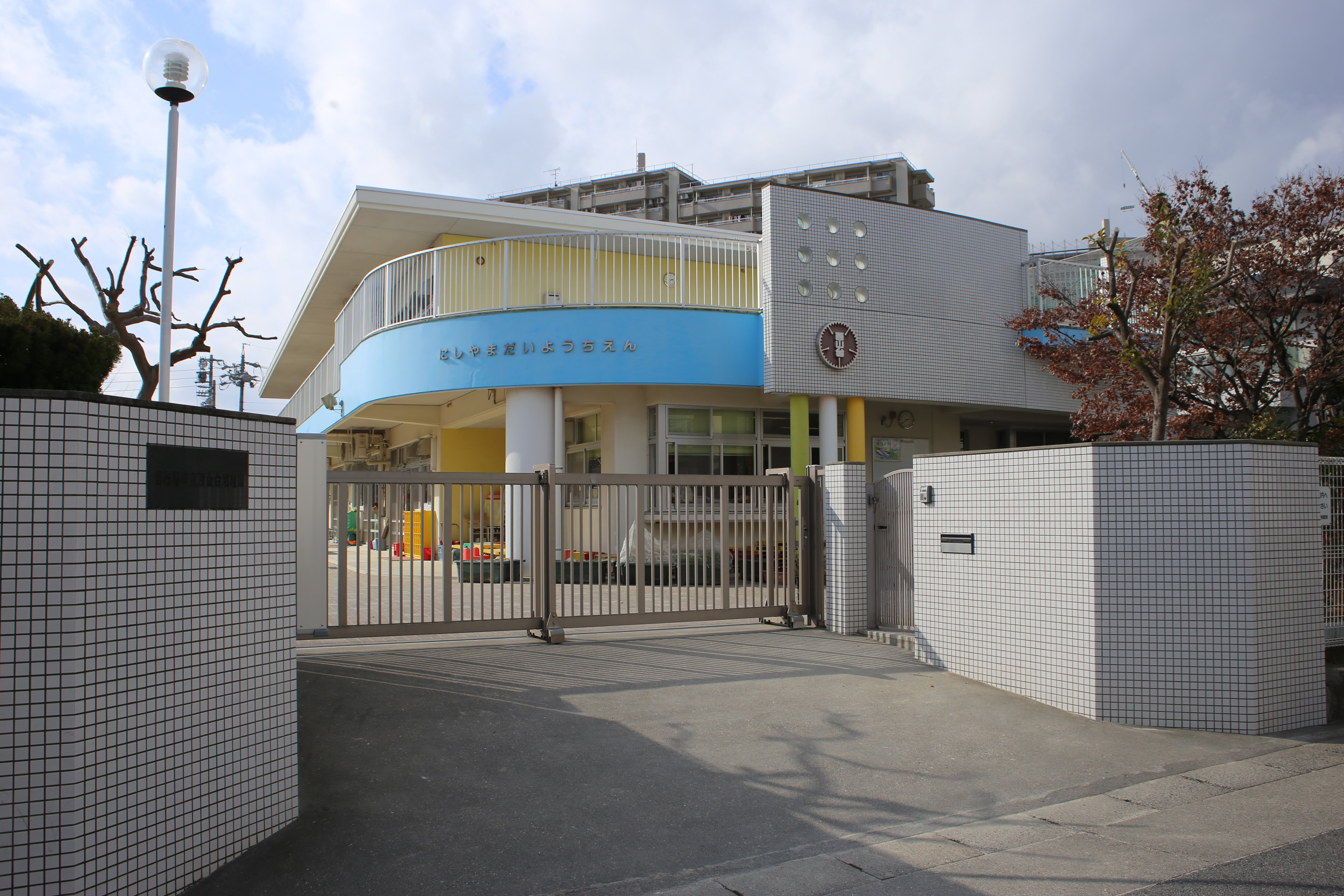
名古屋市立西山台幼稚園
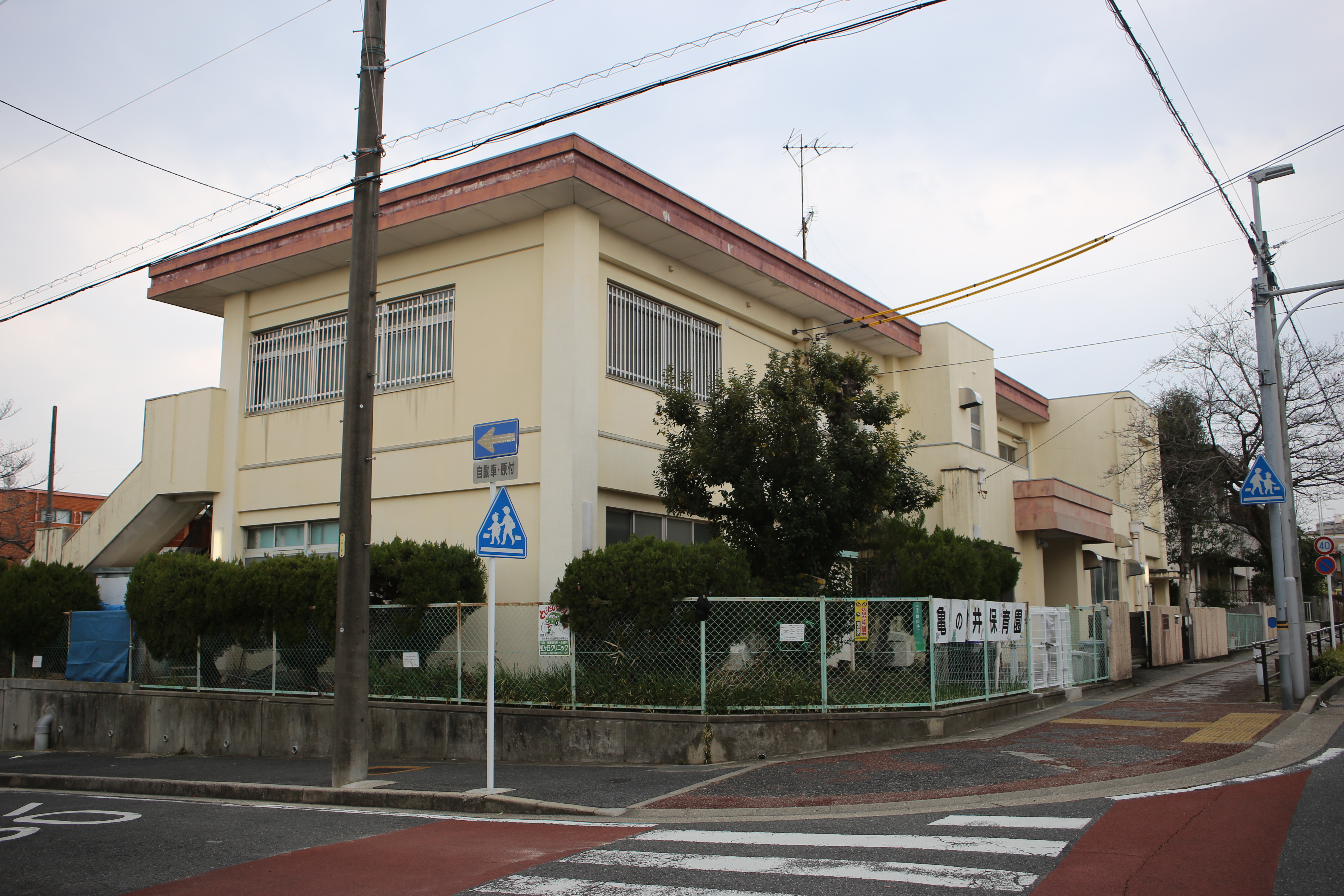
亀の井保育園

## 史跡
- 瓶井遺跡[3]

## その他

### 日本郵便
- 郵便番号 : 465-0094[WEB 3]（集配局：名東郵便局[WEB 12]）。

### WEB
1. ↑  “愛知県名古屋市名東区の町丁・字一覧”.   人口統計ラボ. 2017年10月7日閲覧。
2. 1 2  “町・丁目(大字)別、年齢(10歳階級)別公簿人口(全市・区別)”.   名古屋市 (2019年4月22日). 2019年4月23日閲覧。
3. 1 2  “郵便番号”.  日本郵便. 2019年3月17日閲覧。
4. ↑  “市外局番の一覧”.   総務省. 2019年1月6日閲覧。
5. 1 2  名古屋市役所市民経済局地域振興部住民課町名表示係 (2015年10月21日). “名東区の町名一覧”.   名古屋市. 2017年10月7日閲覧。
6. ↑  名古屋市役所総務局企画部統計課統計係 (2005年7月1日). “（刊行物）名古屋の町(大字)・丁目別人口 (平成12年国勢調査) 名東区” (XLS). 2017年10月8日閲覧。
7. ↑  名古屋市役所総務局企画部統計課統計係 (2007年6月29日). “平成17年国勢調査　名古屋の町(大字)別・年齢別人口 名東区” (XLS). 2017年10月8日閲覧。
8. ↑  名古屋市役所総務局企画部統計課統計係 (2012年6月29日). “平成22年国勢調査　名古屋の町(大字)別・年齢別人口 名東区” (XLS). 2017年10月8日閲覧。
9. ↑  名古屋市役所総務局企画部統計課統計係 (2017年7月7日). “平成27年国勢調査　名古屋の町(大字)別・年齢別人口” (XLS). 2017年10月8日閲覧。
10. ↑  “市立小・中学校の通学区域一覧”.   名古屋市 (2018年11月10日). 2019年1月14日閲覧。
11. ↑  “平成29年度以降の愛知県公立高等学校（全日制課程）入学者選抜における通学区域並びに群及びグループ分け案について”.   愛知県教育委員会 (2015年2月16日). 2019年1月14日閲覧。
12. ↑  “郵便番号簿 2018年度版” (PDF).   日本郵便. 2019年4月23日閲覧。

### 文献
1. 1 2 3 4 5 6  名古屋市計画局 1992, p. 869.
2. 1 2 3 4 5 6 7 8 9 10 11  「角川日本地名大辞典」編纂委員会 1989, p. 1550.
3. 1 2 3 4  名古屋市計画局 1992, p. 660.
4. 1 2 3 4  名東区区制20周年記念事業実行委員会 1995, p. 84.
5. 1 2  名古屋市会事務局 1995, p. 53.